# روان‌کاری

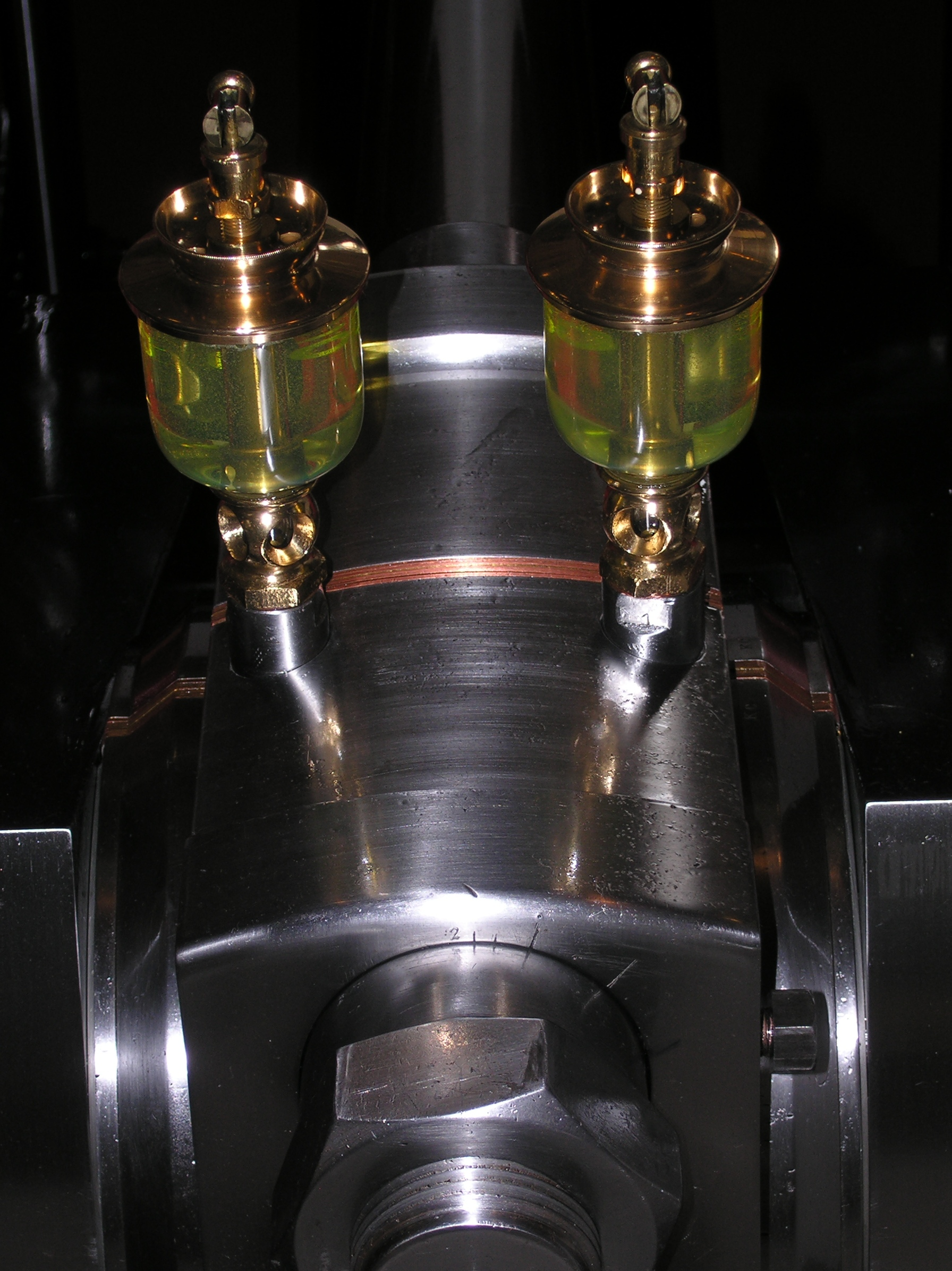
رو‌ان‌کاری میل‌لنگ موتور بخار یک کشتی.

روان‌کاری به عنوان علم تسهیل حرکت نسبی سطوح در تماس با یکدیگر تعریف شده‌است و سابقه آن به زمان پیش از پیدایش چرخ و استفاده از گردش آن به دور محور، به منظور ایجاد حرکتی روان بر می‌گردد. به‌طور کلی در هر جا که سطوح در جوار و در تماس با یکدیگر دارای حرکت نسبی هستند، روانکاری نقش بسیار مهمی در انجام حرکت به نحو صحیح، مداوم و اقتصادی ایفا می‌کند. عدم روانکاری صحیح ماشین‌آلات علاوه بر آنکه باعث تقلیل بازده مکانیکی و پایین آمدن بازده زمانی ماشین می‌شود، منجر به فرسایش بیش از حد، فرسودگی و ازکارافتادگی زودرس نیز می‌گردد.
روانکاری فرآیند یا تکنیک استفاده از روان کننده برای کاهش اصطکاک و سایش و پارگی در تماس بین دو سطح است. مطالعه روانکاری یک رشته در زمینه تریبولوژی است.
مکانیزم‌های روان‌کاری مانند سیستم‌های روان‌کاری سیال به‌گونه‌ای طراحی شده‌اند که بار اعمال‌شده به طور جزئی یا کامل توسط فشاهالاتنحتتر هیدرودینامیکی یا هیدرواستاتیکی حمل می‌شود، که باعث کاهش فعل و انفعالات بدنه جامد (و در نتیجه اصطکاک و سایش) می‌شود. بسته به درجه جداسازی سطح، رژیم های روغنکاری متفاوتی قابل تشخیص است.
روانکاری کافی اجازه می دهد تا عملکرد صاف و مستمر عناصر ماشین، سرعت سایش را کاهش دهد و از فشار یا تشنج بیش از حد در یاتاقان ها جلوگیری کند. هنگامی که روغن کاری خراب می شود، اجزا می توانند به طور مخرب روی یکدیگر ساییده شوند و باعث گرما، جوش موضعی، آسیب مخرب و خرابی شوند.

## مکانیزم های روانکاری
سیستم های روان کاری شده با سیال
با افزایش بار بر روی سطوح تماس، موقعیت های متمایزی را می توان با توجه به حالت روانکاری مشاهده کرد که به آنها رژیم های روانکاری می گویند:
- روانکاری فیلم سیال رژیم روانکاری است که در آن، از طریق نیروهای ویسکوز، بار به طور کامل توسط روان کننده در فضا یا شکاف بین قطعات در حال حرکت، نسبت به یکدیگر تحمل می شود.
- در روانکاری هیدرواستاتیک، فشار خارجی به روان کننده در یاتاقان اعمال می شود تا فیلم روان کننده سیال در جایی که در غیر این صورت تحت فشار قرار می گیرد، حفظ شود.
- در روانکاری هیدرودینامیکی، حرکت سطوح در تماس و همچنین طراحی یاتاقان، روان کننده را در اطراف یاتاقان پمپ می کند تا فیلم روان کننده را حفظ کند. این طرح از یاتاقان ممکن است در هنگام راه اندازی، توقف یا معکوس شدن فرسوده شود، زیرا لایه روان کننده خراب می شود. اساس نظریه هیدرودینامیک روانکاری معادله رینولدز است. معادلات حاکم بر نظریه هیدرودینامیک روانکاری و برخی از راه حل های تحلیلی را می توان در مرجع یافت.
- روانکاری الاستو هیدرودینامیک: عمدتاً برای سطوح غیر منطبق یا شرایط بار بالاتر، بدنه ها در تماس دچار کرنش های الاستیک می شوند. چنین کرنشی یک ناحیه باربر ایجاد می کند که یک شکاف تقریباً موازی برای جریان سیال ایجاد می کند. همانند روانکاری هیدرودینامیکی، حرکت اجسام در تماس، فشار ناشی از جریان را ایجاد می کند که به عنوان نیروی باربری در ناحیه تماس عمل می کند. در چنین رژیم های فشار بالا، ویسکوزیته سیال ممکن است به طور قابل توجهی افزایش یابد. در روانکاری الاستو هیدرودینامیک فیلم کامل، فیلم روان کننده تولید شده سطوح را کاملا جدا می کند. با توجه به جفت قوی بین عمل هیدرودینامیکی روان کننده و تغییر شکل الاستیک در تماس جامدات، این رژیم روانکاری نمونه ای از برهمکنش سیال-ساختار است.نظریه elastohydrodynamic کلاسیک معادله رینولدز و معادله انحراف الاستیک را برای حل فشار و تغییر شکل در این رژیم روانکاری در نظر می‌گیرد.تماس بین ویژگی‌های جامد برجسته یا ناهمواری‌ها نیز می‌تواند رخ دهد که منجر به یک رژیم روغنکاری مخلوط یا روغنکاری مرزی شود.
- روانکاری مرزی به عنوان رژیمی تعریف می‌شود که در آن بار به‌جای روان‌کننده، توسط ناهمواری‌های سطح (نقاط مرتفع) حمل می‌شود.این اثری است که پلی اتیلن فوق العاده با وزن مولکولی را «خود روان شونده» می کند.
- روانکاری فیلم مرزی: اثرات هیدرودینامیکی ناچیز است. اجسام در تماس نزدیک‌تر در نقاط بالا قرار می‌گیرند. گرمای ایجاد شده توسط فشارهای موضعی باعث ایجاد حالتی می شود که به آن لغزش چسب می گویند و برخی از ناهنجاری ها از بین می روند. در شرایط دما و فشار بالا، اجزای شیمیایی واکنش پذیر روان کننده با سطح تماس واکنش داده و یک لایه یا لایه مقاوم بسیار مقاوم بر روی سطوح جامد متحرک (فیلم مرزی) تشکیل می دهند که قادر به تحمل بار و سایش یا خرابی عمده است. اجتناب کرد.
- روغنکاری مخلوط: این رژیم در بین رژیم های الاستوهیدرودینامیکی کامل فیلم و روغنکاری مرزی قرار دارد. فیلم روان کننده تولید شده برای جداسازی کامل اجسام کافی نیست، اما اثرات هیدرودینامیکی قابل توجهی است.

علاوه بر تحمل بار، روانکار ممکن است مجبور باشد عملکردهای دیگری را نیز انجام دهد، به عنوان مثال ممکن است نواحی تماس را خنک کند و محصولات سایش را حذف کند. در حین انجام این عملکردها، روان کننده به طور مداوم از نواحی تماس با حرکت نسبی (هیدرودینامیک) یا توسط نیروهای القایی خارجی جایگزین می شود.
روغن کاری برای عملکرد صحیح سیستم های مکانیکی مانند پیستون ها، پمپ ها، بادامک ها، یاتاقان ها، توربین ها، چرخ دنده ها، زنجیر غلتکی، ابزارهای برش و غیره مورد نیاز است، جایی که بدون روغن کاری فشار بین سطوح در مجاورت نزدیک باعث ایجاد گرمای کافی برای آسیب سریع سطح می شود. در شرایط درشت ممکن است به معنای واقعی کلمه سطوح را به هم جوش داده و باعث تشنج شود.
در برخی کاربردها، مانند موتورهای پیستونی، فیلم بین پیستون و دیواره سیلندر نیز محفظه احتراق را آب بندی می کند و از خروج گازهای حاصل از احتراق به داخل میل لنگ جلوگیری می کند.
اگر موتوری به روانکاری تحت فشار مثلاً یاتاقان های معمولی نیاز داشت، یک پمپ روغن و یک فیلتر روغن وجود دارد. در موتورهای اولیه (مانند دیزل دریایی Sabb)، که در آن تغذیه تحت فشار مورد نیاز نبود، روانکاری پاشش کافی است.

## انواع مواد روان کاری
روغن روانکار
روغن های روانساز به طور عمده دارای منشاء نفتی می باشند و عمده ترین روانکار مورد استفاده در صنایع هستند. ویژگی های مورد انتظار از روغن های مناسب برای روانکاری به شرح ذیر هستند:
1. دارای گرانروی مناسب و ضریب اصطکاک بسیار کم باشند.

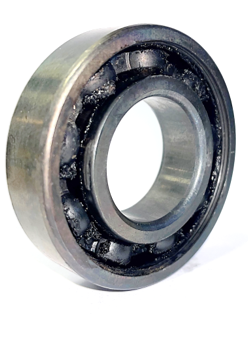
استفاده از روان کننده در بلبرینگ

2. در مقابل حرارت مقاوم باشند و اکسیده نشوند.
3. خاصیت پاک کنندگی مناسب داشته باشند و پس از کار مداوم، تحت تاثیر زیاد تشکیل مواد لجنی و رسوبات در لابه لای قطعات ندهند.
4. دارای شاخص گرانروی بالا باشند.
5. با ایجاد لایه نازکی از روغن بر روی سطوح متحرکی که با یکدیگر در تماس هستند، از ساییدگی و فرسودگی آن ها جلوگیری نمایند.
6. در حین عملیات ایجاد کف ننمایند.
7. زنگ زدگی و خوردگی بر روی قطعات فلزی ایجاد نکنند.
8. با قطعات لاستیکی و پلاستیکی سازگاری داشته باشند.
گریس ها

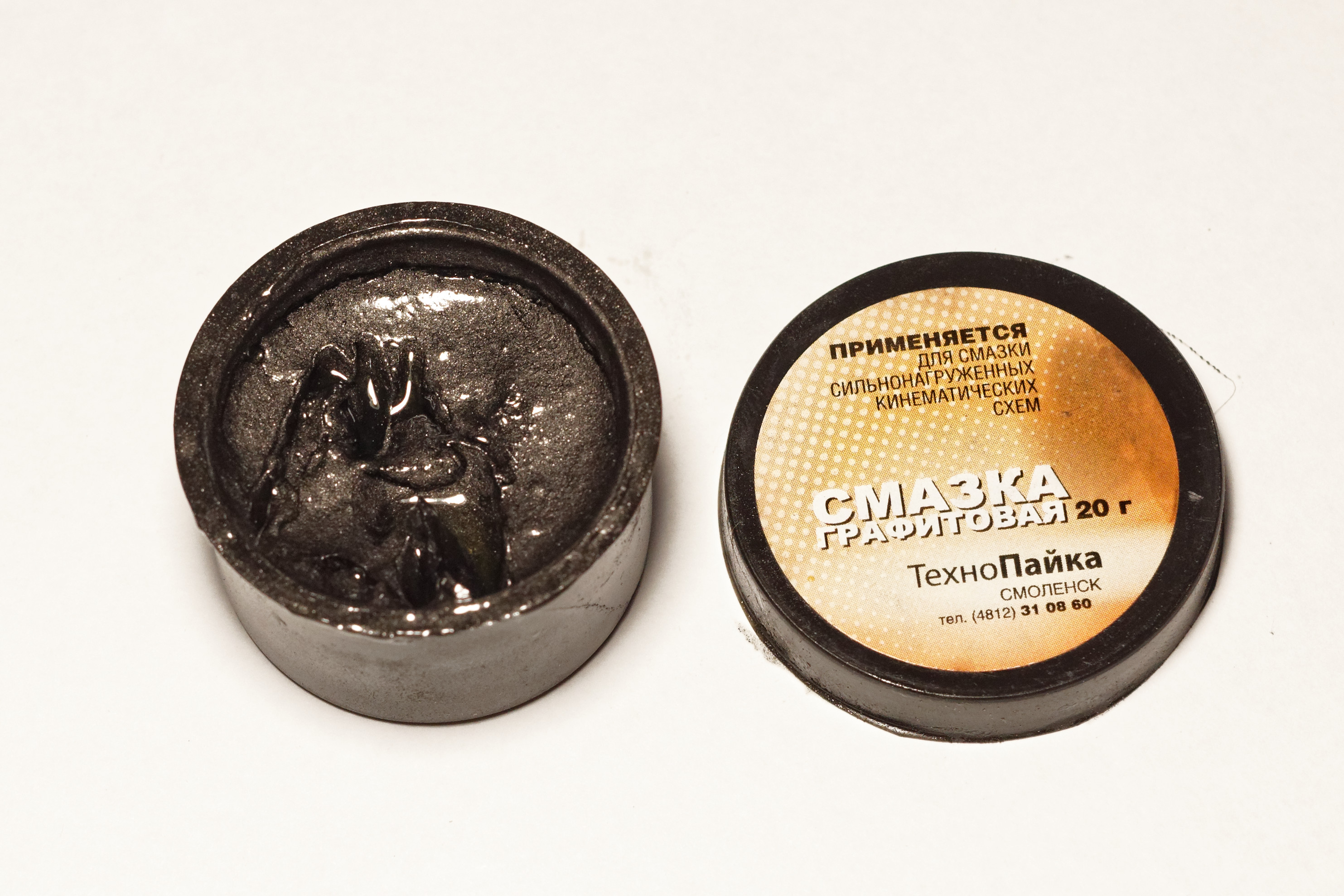
گریس گرافیت

گریس از کلمه لاتین کراسوس به معنی چربی گرفته شده است. طبق تعریف انجمن ملی گریس های روانکار (NLGI)، گریس ها محصولات جامد یا نیمه جامدی هستند که از متفرق شدن یک عامل سفت کننده در یک مایع روان کننده حاصل می شوند و معمولا شامل مواد اضافی دیگری که خواص ویژه ای به گریس ها می بخشند، می باشند. ماده ی سفت کننده نقش حامل روغن را برعهده دارد و روغن را در انجام عمل روانکاری یاری می کند و بنابراین فرق اصلی گریس ها با روغن ها در وجود ماده ی سفت کننده است. مشخصات و کیفیت گریس به نوع و مقدار ماده ی سفت کننده، مواد افزودنی و مشخصات روغن پایه و همچنین فرآیند تولید آن بستگی دارد.
جزء معروف ترین روانکارها هستند که نه مایع و نه جامدند و از یک روغن پایه معدنی یا سنتزی و یک سفت کننده به دست می آیند. در مواردی که روانکاری با روانکارهای مایع مشکل بوده و امکان روانکاری مجدد دارای محدودیت می باشد، این نوع روانکارها کاربد فروانی خواهند داشت.

## انواع گریس‌ها بر اساس پایه صابونی:
1. گریس لیتیوم (Lithium Grease) گریس لیتیوم (Lithium Grease) یک نوع گریس پرکاربرد و همه‌کاره است که از صابون لیتیوم ساخته شده و برای روانکاری قطعات متحرک استفاده می‌شود. این گریس مقاومت خوبی در برابر حرارت، آب و فشار دارد و محافظت مناسبی در برابر سایش و خوردگی فراهم می‌کند. معمولاً در بلبرینگ‌ها، یاتاقان‌ها، چرخ‌دنده‌ها، اتصالات خودرو، ماشین‌آلات سبک و تجهیزات صنعتی به کار می‌رود. گریس لیتیوم باعث کاهش اصطکاک، افزایش عمر قطعات و بهبود عملکرد دستگاه‌ها می‌شود.
2. گریس لیتیوم کمپلکس (Lithium Complex Grease) گریس لیتیوم کمپلکس (Lithium Complex Grease) یک گریس چندکاره و با عملکرد بالا است که برای روانکاری قطعات متحرک در ماشین‌آلات سبک و سنگین استفاده می‌شود. این گریس دارای مقاومت عالی در برابر حرارت، فشار و آب بوده و حفاظت خوبی در برابر سایش، زنگ‌زدگی و خوردگی فراهم می‌کند. به‌خاطر ساختار کمپلکس، پایداری مکانیکی بالایی دارد و برای بلبرینگ‌ها، یاتاقان‌ها، چرخ‌دنده‌ها و اتصالات متحرک بسیار مناسب است. گریس لیتیوم کمپلکس معمولاً در خودروها، تجهیزات کشاورزی، ماشین‌آلات صنعتی و راهسازی کاربرد دارد و باعث افزایش طول عمر قطعات و کاهش هزینه‌های نگهداری می‌شود.
3. گریس آلومینیوم کمپلکس (Aluminum Complex Grease) گریس آلومینیوم کمپلکس یک نوع گریس پرکاربرد و مقاوم است که برای روانکاری قطعات متحرک در شرایط سخت مثل دما و فشار بالا، رطوبت و آب، و بارهای سنگین طراحی شده است. این گریس بیشتر در بلبرینگ‌ها، یاتاقان‌ها، چرخ‌دنده‌ها، مفاصل هیدرولیکی و شفت‌های ماشین‌آلات سنگین مثل لودر استفاده می‌شود. ویژگی‌های مهم آن شامل مقاومت عالی در برابر حرارت، ضد زنگ بودن، تحمل فشار زیاد و حفاظت از قطعات در برابر سایش و خوردگی است. استفاده منظم از این گریس باعث افزایش عمر مفید قطعات، کاهش تعمیرات و بهبود عملکرد دستگاه می‌شود. در شرایط عادی، هر 100 تا 150 ساعت کارکرد و در شرایط سخت‌تر، هر 50 تا 75 ساعت، باید گریس‌کاری انجام شود.
4. گریس کلسیم (Calcium Grease) گریس کلسیم (Calcium Grease) یکی از انواع گریس‌های پایه است که با صابون کلسیم ساخته می‌شود. این گریس به‌خاطر خاصیت ضدآب قوی و مقاومت مناسب در برابر خوردگی شناخته شده است و معمولاً در شرایط مرطوب و محیط‌های با رطوبت بالا استفاده می‌شود. گریس کلسیم برای روانکاری قطعاتی مثل بلبرینگ‌ها، یاتاقان‌ها، درزگیرها و قطعاتی که در تماس با آب یا رطوبت هستند مناسب است. اما مقاومت حرارتی آن نسبت به سایر گریس‌ها مانند لیتیوم کمتر است، بنابراین در دماهای بالا کمتر کاربرد دارد. این گریس بیشتر در خودروها، تجهیزات دریایی و ماشین‌آلات کشاورزی استفاده می‌شود.
5. گریس کلسیم کمپلکس (Calcium Complex Grease) گریس کلسیم کمپلکس (Calcium Complex Grease) نوعی گریس پیشرفته‌تر و مقاوم‌تر نسبت به گریس کلسیم معمولی است که با ترکیب صابون کلسیم و ترکیبات کمپلکس ساخته می‌شود. این گریس ویژگی‌های ضدآب بسیار قوی، مقاومت بالا در برابر فشار و دماهای بالاتر را داراست. به همین دلیل برای روانکاری قطعاتی که تحت شرایط سخت مانند رطوبت زیاد، فشار بالا و حرارت متوسط قرار دارند، بسیار مناسب است. از کاربردهای رایج گریس کلسیم کمپلکس می‌توان به بلبرینگ‌ها، یاتاقان‌ها، چرخ‌دنده‌ها و سیستم‌های انتقال نیرو در خودروها، ماشین‌آلات صنعتی و تجهیزات کشاورزی اشاره کرد. این گریس باعث کاهش سایش، افزایش عمر قطعات و حفاظت بهتر در برابر خوردگی و زنگ‌زدگی می‌شود.
6. گریس باریم (Barium Grease) گریس باریم (Barium Grease) نوعی گریس پایه صابون باریم است که دارای خاصیت روانکاری خوب و مقاومت قابل قبول در برابر آب و خوردگی است. این گریس معمولاً در کاربردهای صنعتی و خودروهای سبک استفاده می‌شود، اما به دلیل قیمت بالاتر و عملکرد محدودتر نسبت به گریس‌های لیتیوم و آلومینیوم کمتر رایج است. گریس باریم مقاومت مناسبی در برابر رطوبت و حرارت متوسط دارد و برای روانکاری بلبرینگ‌ها، یاتاقان‌ها و قطعات متحرک در شرایطی که نیاز به محافظت در برابر آب و خوردگی وجود دارد، کاربرد دارد. با این حال، در دماهای خیلی بالا یا فشارهای بسیار سنگین، گزینه‌های بهتری مانند گریس لیتیوم کمپلکس توصیه می‌شوند.
7. گریس سدیم (Sodium Grease) گریس سدیم (Sodium Grease) نوعی گریس پایه صابون سدیم است که از قدیمی‌ترین و سنتی‌ترین انواع گریس‌ها به شمار می‌رود. این گریس دارای خواص روانکاری خوبی است ولی مقاومت پایینی در برابر آب و رطوبت دارد و در دماهای پایین یا محیط‌های مرطوب عملکرد مناسبی ندارد. به دلیل نقطه ذوب نسبتاً پایین و حساسیت به آب، گریس سدیم بیشتر در کاربردهای خشک و محیط‌های کم رطوبت مانند روانکاری قطعات ماشین‌آلات سبک، بلبرینگ‌ها و تجهیزات داخلی استفاده می‌شود. امروزه به دلیل محدودیت‌های عملکردی، گریس‌های پیشرفته‌تر مانند گریس‌های لیتیوم و آلومینیوم جایگزین گریس سدیم شده‌اند.
8. گریس بنتون (Benton Grease) گریس بنتون (Benton Grease) نوعی گریس سنتی و پایه است که از صابون‌های بنتونیت (نوعی خاک رس معدنی) ساخته می‌شود. این گریس‌ها معمولاً خاصیت جذب آب و مقاومت مناسبی در برابر حرارت و فشار دارند و به خاطر ساختار بنتونیت، توانایی خوبی در تحمل بارهای سنگین و پایداری مکانیکی دارند. از گریس بنتون بیشتر در کاربردهای صنعتی و ماشین‌آلاتی استفاده می‌شود که نیاز به روانکاری در شرایط فشار بالا و دماهای متوسط دارند. همچنین به دلیل خاصیت ضدآب بودن نسبی، در محیط‌هایی که امکان تماس با رطوبت وجود دارد، کاربرد دارند. با این حال، گریس بنتون نسبت به گریس‌های مدرن مانند لیتیوم کمپلکس یا آلومینیوم کمپلکس، مقاومت کمتری در برابر رطوبت و حرارت بالا دارد و امروزه کمتر مورد استفاده قرار می‌گیرد.

## انواع گریس‌ها بر اساس پایه غیرصابونی:
1. گریس پلی اوره (Polyurea Grease) گریس پلی اوره (Polyurea Grease) یک گریس صنعتی با دوام و عملکرد بالا است که از ساختار شیمیایی پلی اوره ساخته شده است. این گریس مقاومت عالی در برابر حرارت، اکسیداسیون، آب و فشار دارد و برای روانکاری بلبرینگ‌ها، یاتاقان‌ها و قطعات متحرک در ماشین‌آلات صنعتی و خودروهای سنگین بسیار مناسب است. گریس پلی اوره پایداری مکانیکی و حرارتی بالایی دارد، عمر طولانی‌تری نسبت به گریس‌های سنتی ارائه می‌دهد و در محیط‌های کاری سخت و طولانی مدت عملکرد بهتری دارد. همچنین این گریس معمولاً در تجهیزات راهسازی، ماشین‌آلات معدنی و سیستم‌های هیدرولیکی کاربرد دارد.
2. گریس سیلیکونی (Silicone Grease) گریس سیلیکونی (Silicone Grease) نوعی گریس با پایه سیلیکون است که ویژگی‌های خاصی مانند مقاومت بالا در برابر حرارت، آب و مواد شیمیایی دارد. این گریس غیرسمی، غیرقابل نفوذ به آب و دارای پایداری عالی در دماهای بسیار پایین و بسیار بالا است. به‌خاطر خاصیت عایق بودن، معمولاً در کاربردهای الکتریکی، قطعات پلاستیکی، لاستیکی و سیستم‌های آب‌بندی استفاده می‌شود. گریس سیلیکونی برای روانکاری قطعاتی که در تماس با مواد شیمیایی یا آب هستند و همچنین در دماهای بسیار بالا یا پایین کاربرد فراوان دارد، اما برای روانکاری قطعات فلزی با بار سنگین معمولاً مناسب نیست.
3. گریس فلوروسیلیکون (Fluorosilicone Grease) گریس فلوروسیلیکون (Fluorosilicone Grease) نوعی گریس تخصصی است که ترکیبی از خواص سیلیکون و فلوروکربن‌ها دارد. این گریس مقاومت بسیار بالایی در برابر حرارت‌های شدید، مواد شیمیایی خورنده، روغن‌ها، سوخت‌ها و حلال‌های سخت دارد. به دلیل این ویژگی‌ها، گریس فلوروسیلیکون برای استفاده در محیط‌های بسیار سخت و تخصصی مانند صنایع هوافضا، خودروسازی، تجهیزات نفت و گاز و کاربردهای دریایی بسیار مناسب است. این گریس علاوه بر پایداری شیمیایی بالا، عایق الکتریکی بوده و برای روانکاری قطعات لاستیکی، پلاستیکی و فلزی که در معرض مواد خورنده و دماهای بالا قرار دارند، کاربرد دارد. گریس فلوروسیلیکون معمولا در آب‌بندی شیرها، اتصالات سوخت، تجهیزات الکتریکی و سیستم‌های هیدرولیکی حساس استفاده می‌شود.

## انواع گریس بر اساس کاربرد تخصصی:
1. گریس نسوز (High Temperature Grease) گریس نسوز (High Temperature Grease) نوعی گریس تخصصی است که برای روانکاری قطعات در دماهای بسیار بالا طراحی شده است. این گریس‌ها معمولاً پایه‌ای مقاوم دارند و افزودنی‌های خاصی برای تحمل حرارت‌های زیاد و جلوگیری از تجزیه و اکسیداسیون در دماهای بالا به آنها اضافه می‌شود. گریس نسوز در صنایع مختلفی مثل فولادسازی، کوره‌ها، توربین‌ها، موتورها و ماشین‌آلات صنعتی که در محیط‌های دمای بالا کار می‌کنند، کاربرد فراوان دارد. این گریس باعث کاهش اصطکاک، جلوگیری از سایش و افزایش عمر قطعات تحت شرایط حرارتی سخت می‌شود. همچنین مقاومت خوبی در برابر فشار و خوردگی دارد و پایداری مکانیکی بالایی دارد. استفاده منظم از گریس نسوز باعث کاهش خرابی‌های ناشی از حرارت و بهبود عملکرد دستگاه‌ها می‌شود.
2. گریس ضدآب (Water Resistant Grease) گریس ضدآب (Water Resistant Grease) نوعی گریس است که به‌گونه‌ای فرمول‌بندی شده تا مقاومت بالایی در برابر شستشو و نفوذ آب داشته باشد. این گریس‌ها معمولاً پایه صابونی یا غیرصابونی دارند و برای محافظت و روانکاری قطعاتی طراحی شده‌اند که در معرض رطوبت، باران، بخار آب یا تماس مستقیم با آب قرار دارند. از کاربردهای رایج گریس ضدآب می‌توان به بلبرینگ‌ها، یاتاقان‌ها، چرخ‌دنده‌ها و اتصالات در خودروها، ماشین‌آلات دریایی، تجهیزات کشاورزی و صنعتی اشاره کرد. استفاده از این گریس‌ها باعث جلوگیری از زنگ‌زدگی، خوردگی و فرسایش قطعات می‌شود و عمر مفید دستگاه‌ها را افزایش می‌دهد. این گریس‌ها معمولاً در محیط‌های مرطوب و شرایط کاری سخت عملکرد بسیار خوبی دارند.
3. گریس ضدزنگ و ضد خوردگی (Anti-Corrosion Grease) گریس ضدزنگ و ضدخوردگی (Anti-Corrosion Grease) نوعی گریس تخصصی است که علاوه بر روانکاری، محافظت ویژه‌ای در برابر زنگ‌زدگی و خوردگی فلزات فراهم می‌کند. این گریس‌ها با داشتن ترکیبات ضدخوردگی و مواد افزودنی خاص، از ایجاد رسوب نمک، رطوبت و اکسیداسیون جلوگیری کرده و به حفظ سلامت سطح فلزی کمک می‌کنند. این نوع گریس برای استفاده در بلبرینگ‌ها، یاتاقان‌ها، اتصالات فلزی، تجهیزات صنعتی، ماشین‌آلات دریایی و هر جایی که فلزات در معرض رطوبت، نمک یا شرایط خورنده قرار دارند، بسیار مناسب است. استفاده از گریس ضدزنگ و ضدخوردگی باعث افزایش عمر مفید قطعات، کاهش هزینه‌های نگهداری و جلوگیری از خرابی‌های ناشی از زنگ‌زدگی می‌شود.
4. گریس‌های هدیگر (Food Grade Grease) گریس‌های Food Grade یا گریس‌های خوراکی، گریس‌هایی هستند که برای استفاده در صنایع غذایی طراحی شده‌اند و با استانداردهای ایمنی و بهداشتی سخت‌گیرانه‌ای تولید می‌شوند. این گریس‌ها غیرسمی، بی‌بو و بی‌طعم بوده و در صورت تماس احتمالی با مواد غذایی مشکلی ایجاد نمی‌کنند. کاربرد اصلی این گریس‌ها در روانکاری تجهیزات و ماشین‌آلات خطوط تولید مواد غذایی، بسته‌بندی، پرکردن، نقاله‌ها و سایر بخش‌هایی است که احتمال تماس غیرمستقیم یا مستقیم با غذا وجود دارد. گریس‌های خوراکی معمولاً پایه معدنی یا پلی‌اورتان دارند و مقاومت خوبی در برابر آب، حرارت و فشار ارائه می‌دهند. استفاده از این گریس‌ها باعث تضمین بهداشت و ایمنی محصولات غذایی و عملکرد بهینه تجهیزات می‌شود.
5. گریس‌های رسانا (Conductive Grease) گریس‌های رسانا (Conductive Grease) نوع خاصی از گریس‌ها هستند که علاوه بر روانکاری، قابلیت انتقال جریان الکتریکی را نیز دارند. این گریس‌ها معمولاً حاوی ذرات فلزی مانند نقره، مس یا کربن هستند که به آن‌ها خاصیت رسانایی می‌بخشد. کاربرد اصلی گریس‌های رسانا در تجهیزات الکتریکی و الکترونیکی است که نیاز به روانکاری قطعات متحرک همراه با انتقال سیگنال یا برق دارند، مانند اتصالات الکتریکی، سوئیچ‌ها، کنتاکت‌ها، کابل‌ها و رابط‌های حساس. استفاده از این گریس‌ها باعث کاهش خوردگی، بهبود عملکرد الکتریکی و افزایش عمر مفید قطعات می‌شود. این گریس‌ها در صنایع خودروسازی، هوافضا، مخابرات و تجهیزات پزشکی کاربرد فراوان دارند.

روانکارهای جامد
این نوع روانکار ها برای کار در شرایط به خصوص مثلا بار زیاد و یا حرارت بالا و مکان هایی مثل راکتورهای هسته ای که در برابر اشعه های رادیو اکتیو قرار دارند استفاده می شوند. مقاوم بودن در حالت خلا، فراریت کم، درجه حرارت های بالا و همچنین در برابر انرژی های ناشی از تابش مواد رادیو اکتیو از مهم ترین خواص یک روانکار است و روانکار های جامد دارای این خصوصیات هستند.
گرافیت، مولیبونیوم دی سولفید، بور نیترید، تنگستن دی سولفیدو برخی مواد آلی جامد مثل فتالو سیانین و تترا فلوئور و اتیلن، میکا، تالک و غیره از انواع روانکارهای جامد هستند که در این بین گرافیت و مولیبونیوم دی سولفید، بیشترین کاربرد را دارند.